# Fassa Bortolo (велокоманда)
«Fassa Bortolo» — итальянская профессиональная шоссейная велокоманда, основанная в 2000 году по инициативе Джанкарло Ферретти. За годы своего существования выиграла более 200 гонок, включая этапы веломногодневок: Тур де Франс (9 этапов), Джиро д’Италия (24) и Вуэльта Испании (15). Командная тактика строилась вокруг спринтера Алессандро Петакки, за что Fassa Bortolo получила прозвище «Серебряный поезд». В 2005 году вошла в 20 команд UCI ProTour. Несколько раз была замешана в допинг-скандалах.
По окончании сезона 2005 года компания Fassa Bortolo, производитель материалов для стройки и ремонта, прекратило действие спонсорского контракта. Поиски новых спонсоров на сезон 2006 не увенчались успехом. Команда прекратила существование, гонщики разошлись по другим командам.

## Главные победы
2000
- Джиро д’Италия, этап 6 — Дмитрий Конышев
- Вуэльта Испании, этапы 8, 12 — Алессандро Петакки
- Джиро ди Ломбардия — Раймондас Румшас

2001
- Париж — Ницца — Дарио Фриго
- Тур Страны Басков — Раймондас Румшас
- Тур Романдии — Дарио Фриго
- Джиро д’Италия, этап 12 — Маттео Тозатто
- Тур де Франс, этап 9 — Сергей Иванов

2002
- Амстел Голд Рейс — Микеле Бартоли
- Тур Нидерландов — Ким Кирхен
- Кубок Плаччи — Маттео Тозатто
- Джиро дель Эмилия — Микеле Бартоли
- Милан — Турин — Микеле Бартоли
- Джиро ди Ломбардия — Микеле Бартоли

2003
- Тиррено — Адриатико — Филиппо Поццато
- Неделя Каталонии — Дарио Фриго
- Джиро д’Италия
  - этапы 1, 5, 6, 13, 16, 17 — Алессандро Петакки
  - этап 15 — Айтор Гонсалес Хименес
  - этап 18 — Дарио Фриго
- Тур де Франс, этапы 1, 3, 5, 6 — Алессандро Петакки
- Вуэльта Испании, этапы 3, 5, 12, 14, 21 -Алессандро Петакки
- Тур Лацио — Микеле Бартоли
- Джиро ди Ломбардия — Микеле Бартоли

2004
- Джиро д’Италия, этапы 1, 4, 6, 8, 10, 12, 14, 15, 20 — Алессандро Петакки
- Тур де Франс
  - пролог — Фабиан Канчеллара
  - этап 7 — Филиппо Поццато
  - этап 14 — Айтор Гонсалес Хименес
- Чемпионат Цюриха — Хуан Антонио Флеча
- Гран-при кантона Аргау — Маттео Тозатто
- Вуэльта Испании, этап 2, 4, 7, 13 — Алессандро Петакки
- Тур Лацио — Хуан Антонио Флеча

2005
- Тур Валенсии — Алессандро Петакки
- Милан — Турин — Фабио Сакки
- Милан — Сан-Ремо — Алессандро Петакки
- Джиро д’Италия, этапы 9, 12, 15, 20 — Алессандро Петакки
- Тур де Франс, этап 6 — Лоренцо Бернуччи
- Вуэльта Испании, этапы 3, 4, 8, 12, 21 — Алессандро Петакки
- Тур Польши — Ким Кирхен

## Известные велогонщики
- Андреа Перрон (2000—2001)
- Раймондас Румшас (2000—2001)
- Дмитрий Конышев (2000—2002)
- Франческо Казагранде (2001—2002)
- Сергей Гончар (2002)
- Тадей Вальявец (2000—2003)
- Иван Бассо (2001—2003)
- Микеле Бартоли (2002—2003)
- Сергей Иванов (2001—2004)
- Айтор Гонсалес Хименес (2003—2004)
- Филиппо Поццато (2003—2004)
- Хуан Антонио Флеча (2004—2005)